# ایالت قبرس
ایالت قبرس (ترکی عثمانی: ایالت قبرص) ایالت (استان) امپراتوری عثمانی بود که از جزیره قبرس تشکیل شده بود که در سال ۱۵۷۱ به امپراتوری ضمیمه شد. عثمانیان بارها شیوه اداره قبرس را تغییر دادند. از ۱۶۷۰ تا ۱۷۰۳، و دوباره از ۱۷۸۴ به بعد، این یک سنجاق (فرعی) از ایالت مجمع الجزایر بود. وزیر اعظم (۱۷۰۳–۱۷۴۵ و ۱۷۴۸–۱۷۸۴)؛ و دوباره یک ایالت برای دوره کوتاه ۱۷۴۵ تا 1748.

## حملات و فتح عثمانی‌ها
در زمان حکومت ونیزی‌ها، عثمانی‌ها گاهی به قبرس یورش بردند. در سال ۱۴۸۹، اولین سال کنترل ونیزی‌ها، عثمانی‌ها به شبه جزیره کارپاس حمله کردند و اسیران را غارت کردند و به بردگی فروختند. در سال ۱۵۳۹ ناوگان عثمانی به لیماسول حمله کرد و آن را ویران کرد. ونیزی‌ها از ترس امپراتوری عثمانی که همیشه در حال گسترش بود، فاماگوستا، نیکوزیا و گیرنه را مستحکم کرده بودند، اما بیشتر شهرها طعمه آسانی بودند.
در تابستان ۱۵۷۰، عثمانی‌ها دوباره حمله کردند، اما این بار با یک تهاجم تمام عیار به جای حمله. حدود ۶۰۰۰۰ سرباز شامل سواره نظام و توپخانه به فرماندهی مصطفی پاشا در ۲ ژوئیه ۱۵۷۰ بدون مخالفت در نزدیکی لیماسول فرود آمدند و نیکوزیا را محاصره کردند. شهر در ۹ سپتامبر ۱۵۷۰ سقوط کرد. ۲۰۰۰۰ نفر از مردم نیکوزیا قتل‌عام شدند و هر کلیسا، ساختمان عمومی و کاخ غارت شد. تنها زنان و پسرانی که اسیر شده بودند تا به عنوان برده فروخته شوند، در امان ماندند. خبر قتل‌عام پخش شد و چند روز بعد مصطفی بدون شلیک گلوله گیرنه را گرفت. از سوی دیگر، شهروندان فاماگوستا به رهبری فرمانده ونیزی، مارکو آنتونیو براگادین، مقاومت قهرمانانه ای انجام دادند که منجر به محاصره شهر برای حدود یک سال، از سپتامبر ۱۵۷۰ تا اوت ۱۵۷۱ شد. زمانی که عثمانی‌ها در نهایت به استحکامات نفوذ کردند، با وجود اینکه فرمانده عثمانی قبلاً موافقت کرده بود که در ازای تسلیم شهر، عبور امن مسیحیان به کرت تضمین شود، اکثر مسیحیان باقی‌مانده در شهر قتل‌عام شدند. براگادین گوش و بینی او را بریدند و پس از دو هفته در زندان انداختند، او را با گونی‌هایی از خاک و سنگ به پشتش به دور دیوارها کشیدند، سپس برهنه به ستونی در میدان اصلی بستند و پوست او را زنده کردند.
سقوط فاماگوستا پایان حکومت ونیزی و آغاز دوره عثمانی در قبرس بود و مصطفی پاشا اولین فرماندار ترک جزیره شد.
در ۲۵ می ۱۵۷۱، پاپ پیوس پنجم اتحادیه مقدس را تشکیل داد، ائتلافی بین ایالات پاپی، مالت، هابسبورگ اسپانیا، جمهوری ونیز، جمهوری جنوا و برخی دیگر از ایالت‌های ایتالیا. چهار ماه بعد، در ۷ اکتبر، نیروهای دریایی اتحادیه، که عمدتاً از کشتی‌های ونیزی، اسپانیایی و پاپ تشکیل شده بودند، به فرماندهی دون جان اتریشی، ناوگان ترکیه را در نبرد لپانتو در یکی از نبردهای سرنوشت‌ساز شکست دادند. کلی - و نبردهای دریایی به‌طور خاص - از تاریخ جهان. با این حال، پیروزی بر عثمانی‌ها برای کمک به قبرس خیلی دیر به دست آمد و این جزیره برای سه قرن بعد تحت سلطه عثمانی‌ها باقی ماند.
در سال ۱۵۷۳ ونیزی‌ها قبرس را ترک کردند و نفوذ کلیسای کاتولیک رومی را از بین بردند.

## جنبش استقلال یونان

#### ۱۸۲۱–۱۸۲۹
بسیاری از یونانی‌های قبرس از تلاش‌های استقلال یونان که در سال ۱۸۲۱ آغاز شد، حمایت کردند که منجر به انتقام‌جویی شدید توسط امپراتوری عثمانی شد. در ۱۵ اکتبر ۱۸۲۱، یک گروه عظیم ترک یک اسقف اعظم، پنج اسقف، ۳۶ روحانی کلیسا را دستگیر و به دار آویختند و بیشتر یونانی‌های قبرس را در لارناکا و سایر شهرها به دار آویختند. تا سپتامبر ۱۸۲۲، شصت و دو روستا و دهکده قبرسی به‌طور کامل ناپدید شده بودند.

#### ۱۸۶۹–۱۸۷۸
در سال ۱۸۶۹ کانال سوئز افتتاح شد و انگلستان علاقه فزاینده‌ای به این جزیره نشان داد، جزیره‌ای که در جایی قرار دارد که ناگهان به مکانی بسیار مناسب تبدیل شده بود. هنگامی که عثمانی‌ها در سال ۱۸۷۷ از روس‌ها شکست خوردند و کنگره برلین در سال بعد به منظور تجدید نظر در معاهده سن استفانو که توسط روسیه و امپراتوری عثمانی بر اساس شرایط دیکته شده توسط اولی امضا شده بود، برگزار شد، به‌طور رسمی در تاریخ ۲۰۱۸ اعلام شد. ۹ ژوئیه ۱۸۷۸ که در ۴ ژوئن قبل از آن، بریتانیا و سلطان به‌طور مخفیانه کنوانسیون قسطنطنیه را امضا کردند که به موجب آن تملک و اداره قبرس به بریتانیای کبیر واگذار شده بود. به عنوان مبادله برای کنترل قبرس، انگلستان موافقت کرد که از امپراتوری عثمانی در جنگ روسیه و ترکیه حمایت کند. این قرارداد به عنوان کنوانسیون قبرس رسمیت یافت.

## معماری و کارهای عمومی

### معماری

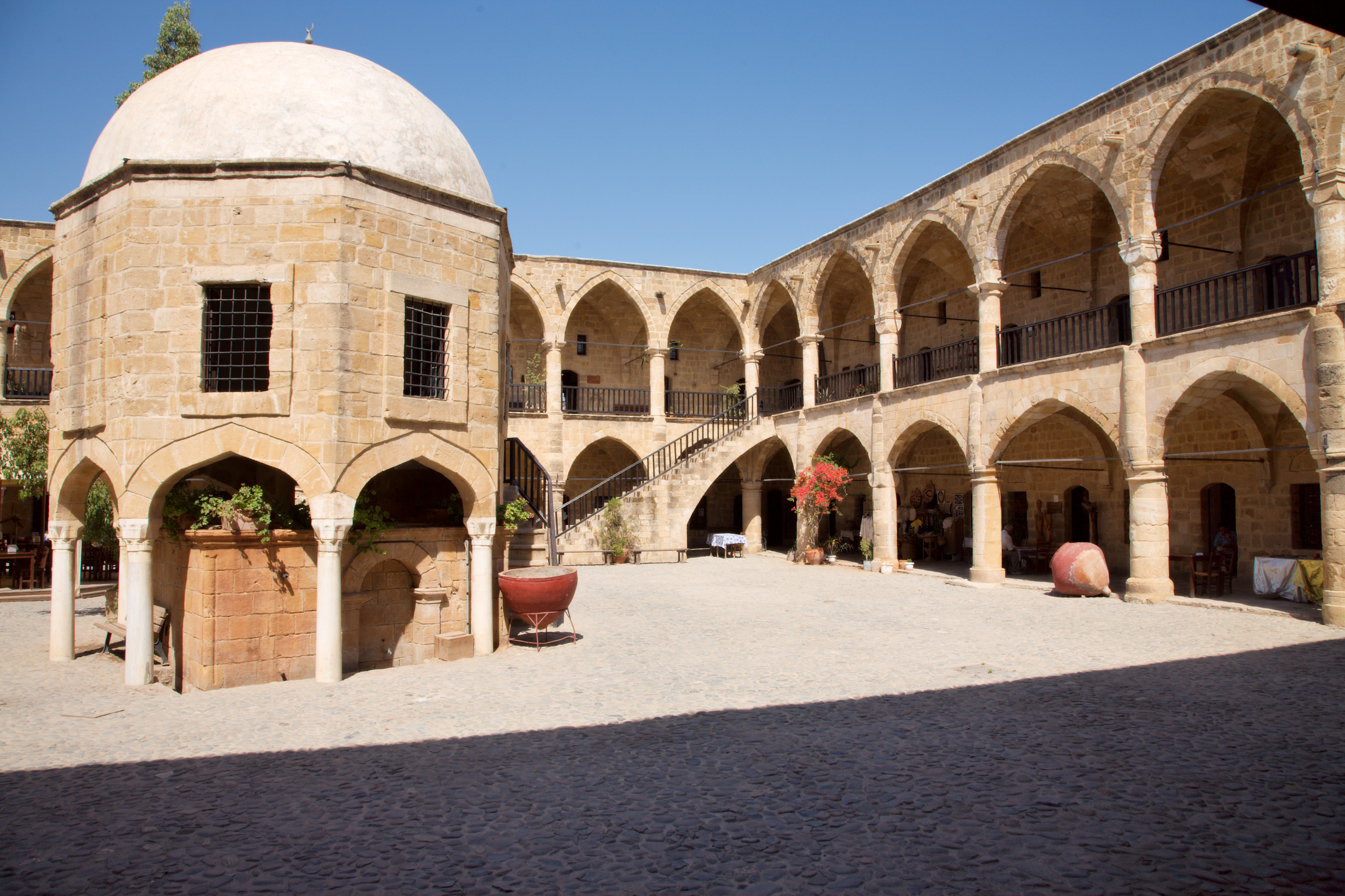
بیوک هان

در دوران عثمانی مساجد، کلیساها، حمام‌های عمومی، بازارها، کاروانسراها، مدرسه‌ها، مدارس و کتابخانه‌های متعددی در قبرس ساخته شد. معماری عثمانی در قبرس ارتباط نزدیکی با معماری اصلی عثمانی دارد، با این حال، برخی ویژگی‌ها وجود دارد که آن را به‌طور مشخص قبرسی می‌سازد. این امر از این واقعیت ناشی می‌شود که در حالی که کلیساهای ارتدکس یونانی دست نخورده باقی مانده بودند، بسیاری از ساختمان‌های مورد استفاده کاتولیک‌ها که در معماری گوتیک ساخته شده بودند، به مسجد یا کاخ تبدیل شدند، مانند مسجد لاله مصطفی پاشا در فاماگوستا و مسجد سلیمیه در نیکوزیا. این ساختمان‌ها بعداً برای استفاده اصلاح شدند و بنابراین با عناصر مشخص عثمانی ترکیب شدند. معماری گوتیک نیز بر معماری عثمانی در جزیره تأثیر گذاشت زیرا عناصر گوتیک توسط عثمانی‌ها استفاده می‌شد، مانند مناره کامی کبیر در لارناکا.
دو کاروانسرا باقی مانده، بیوک هان و کومارسیلار هان در نیکوزیا هستند که از بهترین نمونه‌های معماری عثمانی در این جزیره به‌شمار می‌روند. شناخته شده‌ترین کتابخانه در میان بسیاری از کتابخانه‌ها، کتابخانه محمود دوم است. بازارها بخش‌های بسیار مهمی از زندگی تجاری عثمانی بودند و در سال ۱۸۷۲، ۲۳ بازار تنها در نیکوزیا حضور داشتند که هر کدام تخصص خاص خود را داشتند. در سال ۱۸۸۳، گزارش‌های وقف منتشر شده توسط مقامات بریتانیایی در قبرس، ۸۱ مسجد را که به اداره اوکاف در قبرس تعلق داشتند، ذکر کرد. اعتقاد بر این است که این رقم توسط باستان‌شناس Tuncer Bagışkan دست کم گرفته شده است. دو تا از برجسته‌ترین مکان‌های مذهبی مسلمانان که در دوره عثمانی ساخته شده‌اند، تکیه هالا سلطان در لارناکا و مسجد عرب احمد در نیکوزیا هستند.

#### زیر ساخت

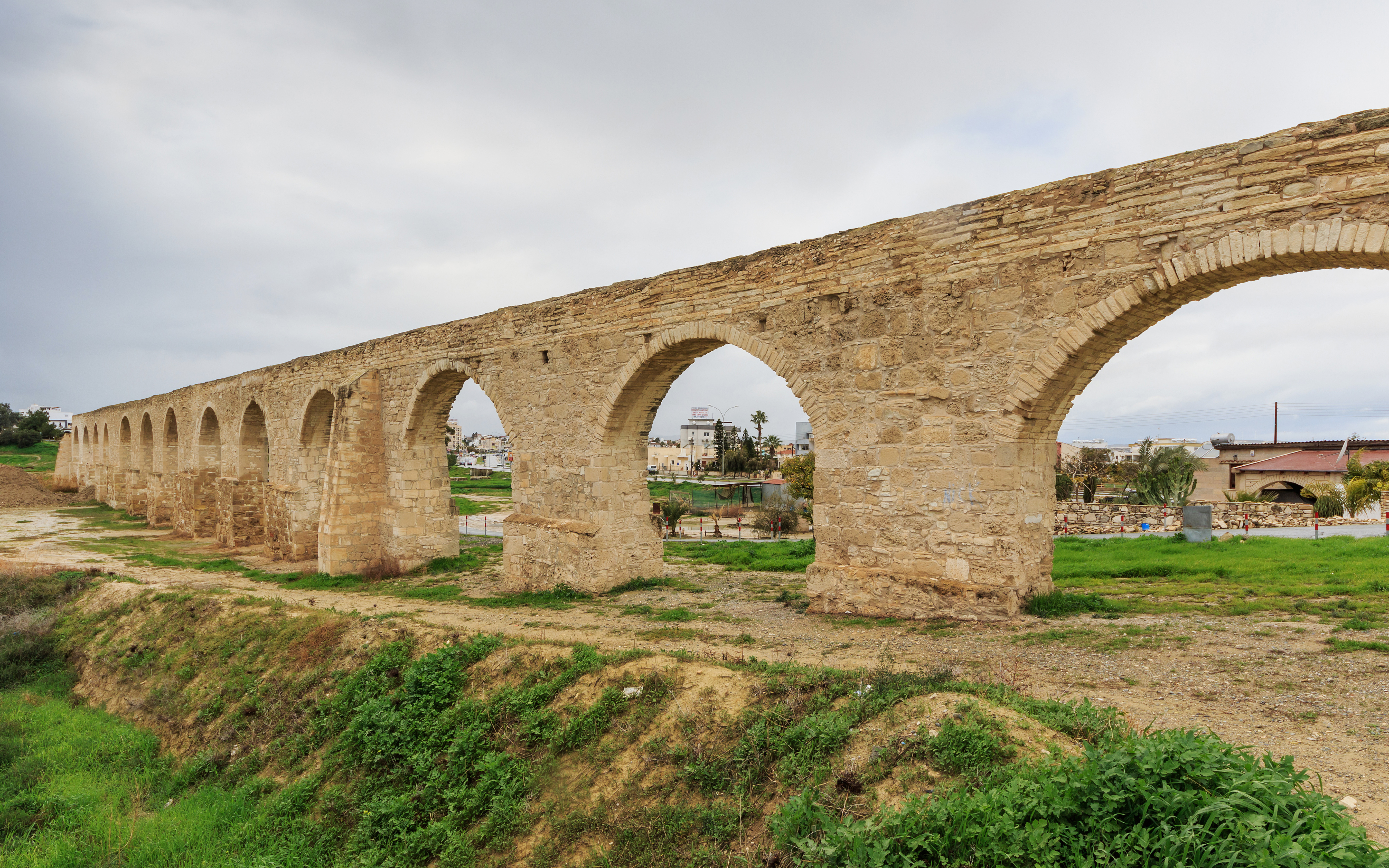
قنات بکیر پاشا

دولت عثمانی پیشرفت قابل توجهی را در قبرس از نظر تأمین آب به ارمغان آورد. بارزترین نمونه آن، قنات بکیر پاشا است که بین سال‌های ۱۷۴۶ و ۱۷۴۸ تحت نظارت ابوبکیر پاشا ساخته شد. این قنات آب شیرین لارناکا را تأمین می‌کرد و قبل از ساخت آن، ساکنان محلی مجبور بودند دو ساعت آب را بر روی پشت خود حمل کنند. قنات سیلیهتر که بین سالهای ۱۸۰۱ و ۱۸۰۳ ساخته شد و قنات عرب احمد آب نیکوزیا را تأمین می‌کرد.
مقامات همچنین ساخت و بهبود کانال‌های مصنوعی برای تأمین آب و آبیاری را تشویق کردند که عملکرد محصول را بسیار افزایش داد و امکان تولید میوه در مقیاس بزرگ را فراهم کرد. از جمله روستاهایی که به دلیل آبیاری مصنوعی پس از تسلط بریتانیا بر جزیره به عنوان مرفه توصیف شده‌اند عبارتند از: مورفو، لاپیتوس، پولیس، لفکا، آودیمو و کولوسی. ساموئل بیکر، که در سال ۱۸۷۹ از قبرس بازدید کرد، به «آسیاب‌هایی که توسط آب تبدیل شده‌اند» و «مسیرهای باریکی که از آب جاری است» در لفکا اشاره کرد. او همچنین نوشت که «هر باغ و مزرعه با آبی که از کوه‌ها در کانال‌های مصنوعی هدایت می‌شد» در دامنه‌های شمالی کوه‌های گیرنه که تا شبه‌جزیره کارپاس امتداد دارد، آبیاری می‌شد. در کارواس، نهرها برای تأمین آب روستا به کانال‌های مصنوعی منحرف شدند.
در قرن نوزدهم، یک سری از فرمانداران عثمانی تلاش زیادی برای راست کردن و تنظیم مسیر پدیوس انجام دادند. اهم پاشا، که در دهه ۱۸۴۰ به عنوان فرماندار خدمت می‌کرد، ساخت جاده لارناکا- نیکوزیا و چندین پل را به پایان رساند. فرماندار مهمت هالت در دهه ۱۸۵۰ شبکه جاده‌ها و بندر لارناکا را بهبود بخشید و یک فروشگاه و بازار غلات در نیکوزیا برای تشویق پرورش گاو ایجاد کرد.